# トウダイグサ科
トウダイグサ科（トウダイグサか、Euphorbiaceae）は真正双子葉類の科で約300属7500種以上を含む大きな科である。特にトウダイグサ（ユーフォルビア）属 Euphorbia が多く1500種ほどある。
現行のAPG植物分類体系では、新設されたキントラノオ目に属する。
かつてはユズリハ科やツゲ科など多くの種が含められていたが、これらは後に別の科に分けられた。近年では、ラフレシア（巨大な花で有名な寄生植物）がトウダイグサ科の系統に含まれるとする説も提唱されている。

## 特徴
日本にはそれほど多くないが、特に熱帯（東南アジア、南アメリカ、アフリカ）に多く、草本から高木まである。一部多肉植物もあり、見かけはサボテンに似る。
花は雌雄異花で、一部の群では退化する傾向があり、特にトウダイグサ属とニシキソウ属（トウダイグサ属にまとめることもある）は非常に特殊化した花序の杯状花序をつける。これは小型のカップ状の総包（蜜腺を有する）の内側に単一の雄蕊からなる雄花が輪を作り、中央に単一の雌蕊からなる雌花が1個あって、全体として1個の花のように見える。果実はふつう分離果（種子ごとに分かれる）で熟すると弾けるものもある。葉は単葉または複葉で、多くは托葉がある。
一つの重要な特徴として子房が3つの心皮が寄り集まって三室となっている点がある。つまり、中空の粘土で出来た紡錘形の塊を三つ寄せ集めたような形である。柱頭もこれに対応して三つに分かれる。このようないわゆる三数性は単子葉植物には共通する特徴であるが、双子葉植物では多くない。植物に詳しい人やこの分野に勘が働く人はこのような雌しべや果実を持つ双子葉植物で分からないものがあれば、とりあえずトウダイグサ科を疑う。
有毒種が多い。ハズ（クロトン）Croton tiglium などに含まれるホルボールエステルは代表的な発がんプロモーターで、急性的には炎症を起こす。ヒマの種子のリシンは猛毒タンパク質である。ヒッポマネ連に含まれるマンチニールは、ギネス世界記録で世界一危険な樹と記録されている。

## 利用
経済的に重要な種としては、食糧として重要なキャッサバ、天然ゴムを採るパラゴムノキ Hevea brasiliensis がある。またヒマ（トウゴマ）Ricinus communis、シナアブラギリAleurites cordata など種子から油を採る作物があり、シナアブラギリから得られる桐油は燈火用に、ヒマから得られるひまし油は下剤としても用いられた（これらの油は食用にはならず塗料などに用いられる）。ナンキンハゼ Triadica sebifera の種子からは蝋燭（和蝋燭）用の蝋が得られた。観賞用のものはトウダイグサ属に多く、ポインセチア Euphorbia pulcherrima のほか、ショウジョウソウ Euphorbia cyathophora、ハツユキソウ Euphorbia marginata、ハナキリン Euphorbia milii や多数の多肉植物などがある。

## 分類

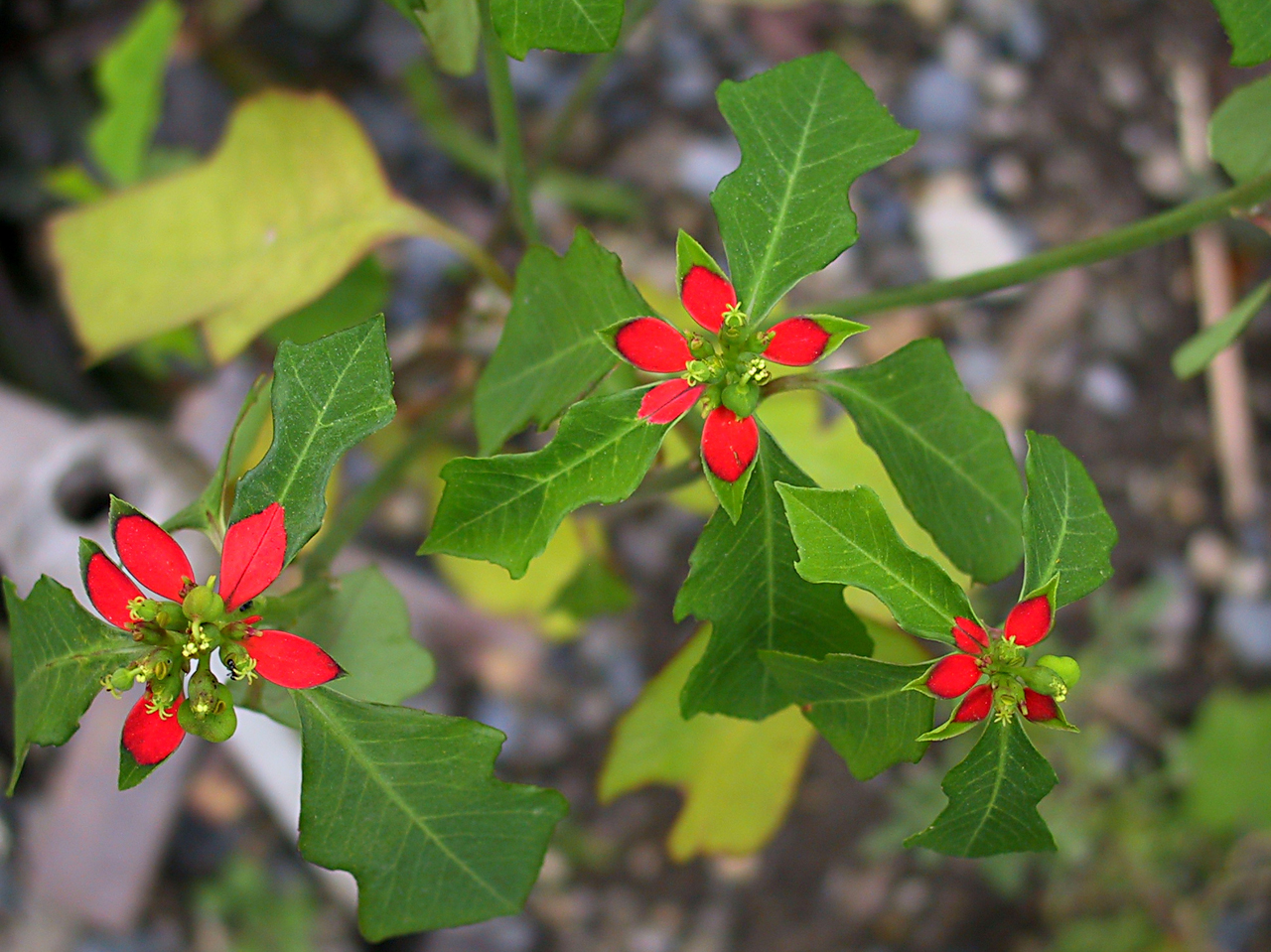
ショウジョウソウ

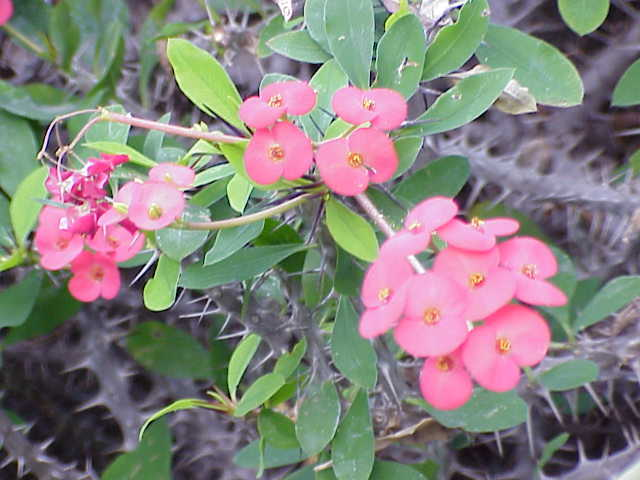
ハナキリン

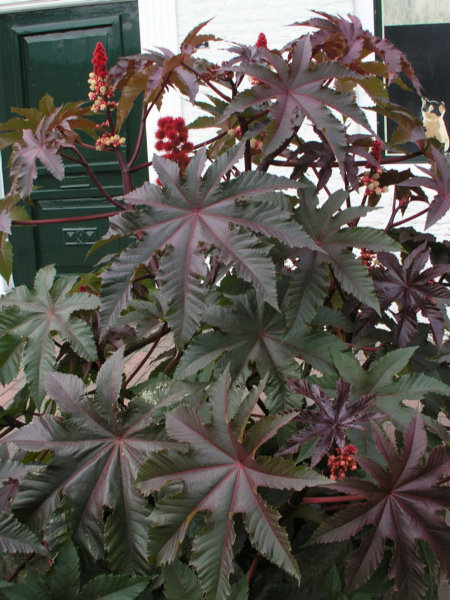
トウゴマ

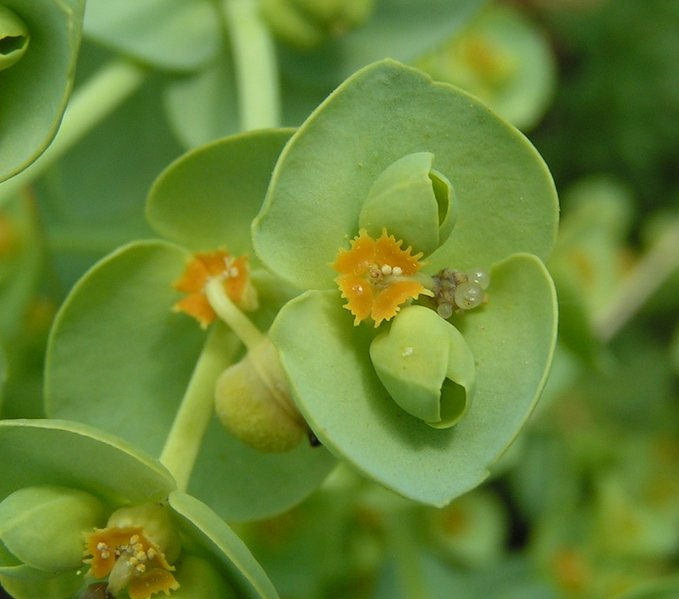
Euphorbia paralias

トウダイグサ科は次のような亜科に分かれる。連・属は非常に多いので、代表的なもののみ記す。
- エノキグサ亜科 Acalyphoideae
  - エノキグサ連 Acalypheae
    - エノキグサ属 Acalypha
    - アカメガシワ属 Mallotus - アカメガシワ
    - ヤマアイ属 Mercurialis - ヤマアイ
    - トウゴマ属（ヒマ属） Ricinus - トウゴマ（ヒマ） R. communis

  - オオバベニガシワ連 Alchorneae
    - アミガサギリ属 Alchornea - アミガサギリ

  - Plukenetieae連
    - Plukenetia - サッチャインチ Plukenetia volubilis
- ハズ亜科 Crotonoideae
  - アブラギリ連 Aleuritideae
    - アレウリテス属 Aleurites - ククイ
    - アブラギリ属 Vernicia - アブラギリ （Aleuritesに含めることもあり、その場合 Aleurites をアブラギリ属と呼ぶことがある）

  - ハズ連 Crotoneae
    - ハズ属(クロトン属) Croton - ハズ C. tiglium

  - Jatropheae連
    - タイワンアブラギリ属 Jatropha - ナンヨウアブラギリ J. curcas、サンゴアブラギリ J. podagrica

  - Manihoteae連
    - キャッサバ属（イモノキ属） Manihot - キャッサバ

  - Micrandreae連 
    - パラゴムノキ属 Hevea - パラゴムノキ
- トウダイグサ亜科 Euphorbioideae
  - トウダイグサ連 Euphorbieae
    - トウダイグサ属 Euphorbia
    - ニシキソウ属 Chamaesyce

  - Hippomaneae連 
    - シラキ属 Sapium - シラキ
    - ナンキンハゼ属 Triadica - ナンキンハゼ
    - セイシボク属 Excoecaria

以下は旧トウダイグサ科に属していたものである。かつてのこの科は更に多くの群を含み、次第に様々な系統のものが含まれていると考えられるようになり、『俗に「ごみ箱」的といわれた』ものであった。
- Oldfieldioideae亜科 （APG植物分類体系ではピクロデンドロン科）
- コミカンソウ亜科 Phyllanthoideae （APG植物分類体系ではツゲモドキ連をツゲモドキ科 Putranjivaceae、それ以外をコミカンソウ科 Phyllanthaceae に分ける）
  - ヤマヒハツ連 Antidesmeae
    - ヤマヒハツ属 Antidesma

  - アカギ連 Bischofieae
    - アカギ属 Bischofia - アカギ

  - ツゲモドキ連 Drypeteae
    - ツゲモドキ属 Putranjiva

  - コミカンソウ連 Phyllantheae
    - カンコノキ属 Glochidion
    - コミカンソウ属 Phyllanthus
    - ヒトツバハギ属 Securinega